# Jean-Baptiste Rousseau

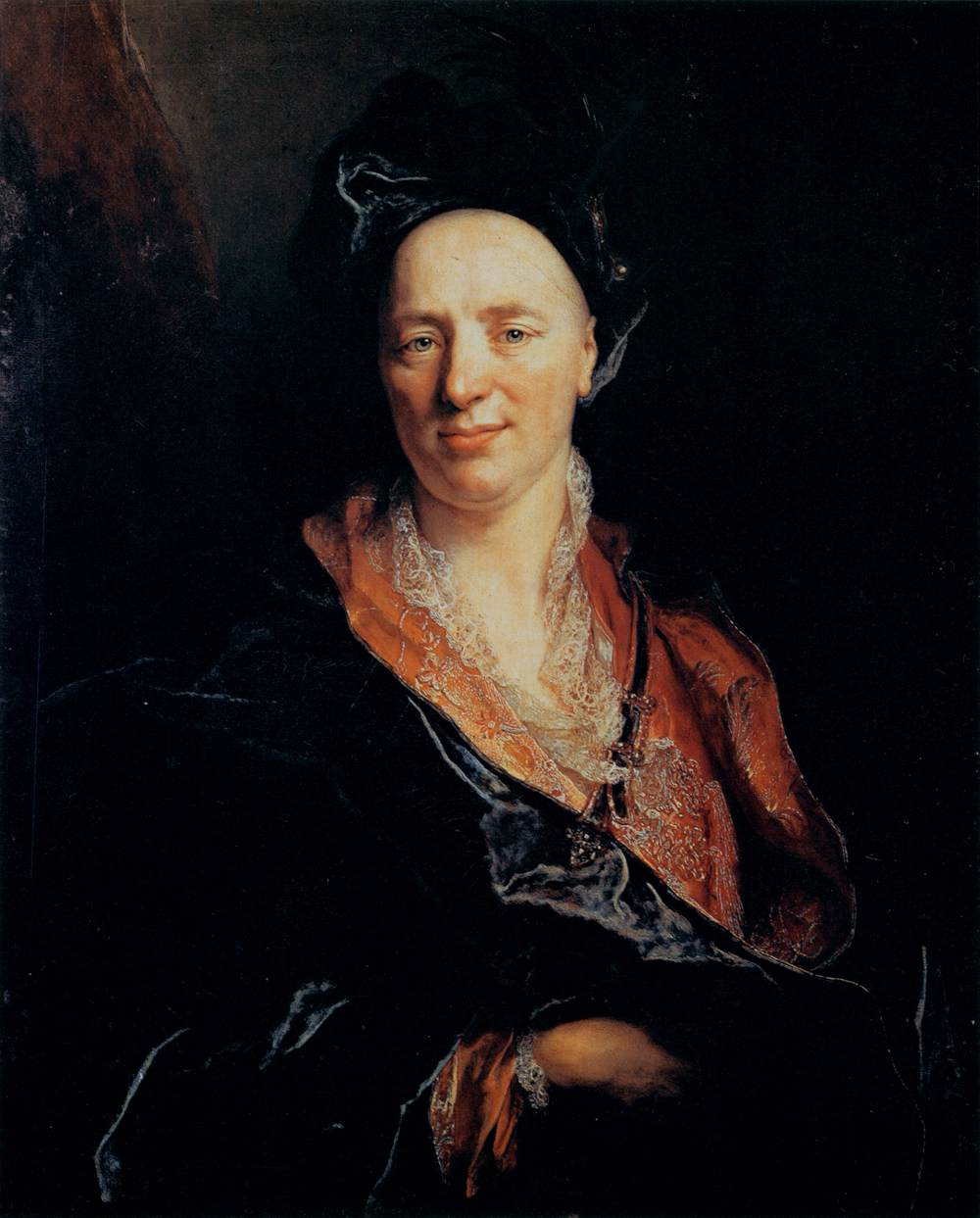
Portret door Nicolas de Largillière (1710)

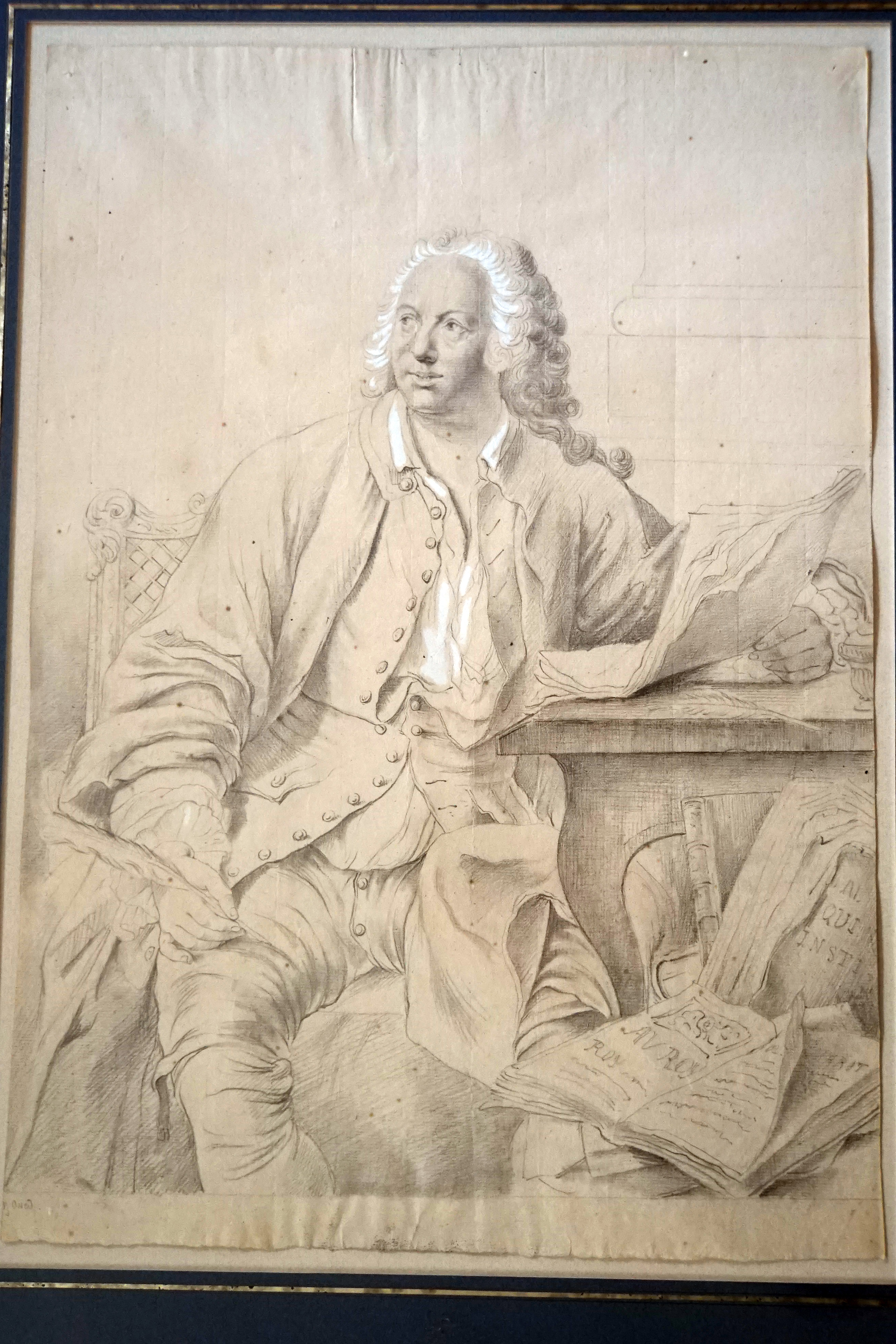
Studie voor het portret van Jean-Baptiste Rousseau door Joseph Aved (salon van 1738)

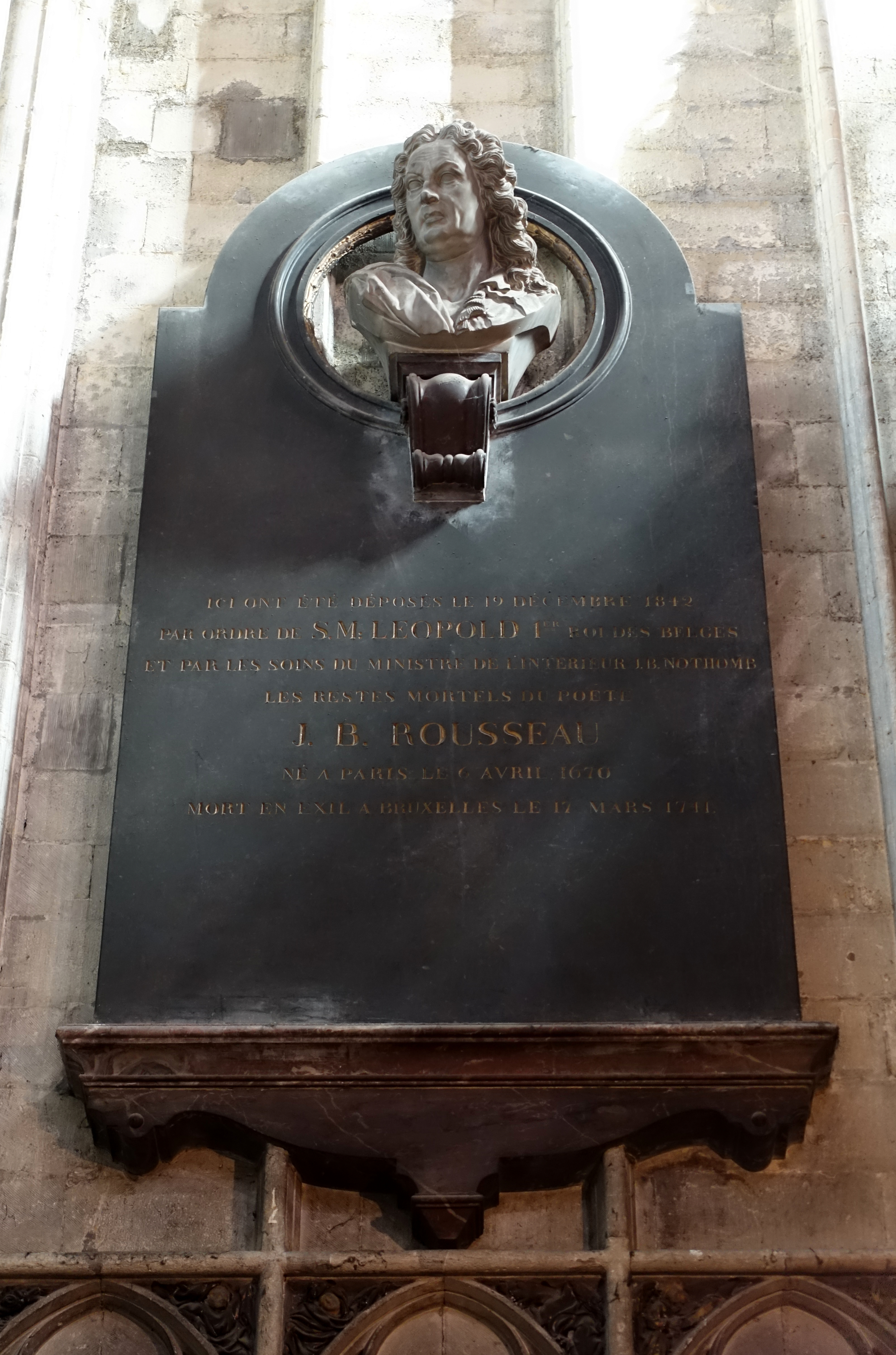
Epitaaf in de Zavelkerk

Jean-Baptiste Rousseau (Parijs, 6 april 1670 – Brussel, 17 maart 1741) was een Franse dichter en toneelschrijver. Hij leefde de tweede helft van zijn leven in ballingschap in Brussel.

## Leven
Jean-Baptiste Rousseau was de zoon van een rijk geworden schoenmaker. Hij genoot een verzorgde opvoeding bij de jezuïeten aan het collège Louis-le-Grand.
In de geest van devotie die Madame de Maintenon aan het einde van de regering van Lodewijk XIV verspreidde, begon Rousseau met het componeren van een psalm-imitatie. Het gedicht viel in de smaak en de auteur werd gevraagd religieuze odes te componeren voor de instructie van de hertog van Bourgondië. Tegelijkertijd maakte hij in het geheim losbandige epigrammen voor de grootprior van Vendôme en voor de Société du Temple. Er is gezegd dat hij zijn psalmen zonder devotie componeerde en zijn epigrammen zonder libertinisme. Hij was te gast op de salons van de hertogin van Maine en bij de Chevaliers de la Mouche à Miel.
De vaardigheid van Rousseau in de versificatie leverde hem de bescherming op van Boileau, die hem adviseerde en beschouwde als de enige die de klassieke weg voort kon zetten. Hij werd ook beschermd door de baron van Breteuil, de vader van de markiezin du Châtelet en van de toekomstige maarschalk Tallard. Deze laatste nam Rousseau in 1697 mee op zijn ambassade in Londen bij koning Willem III van Engeland, waardoor hij Saint-Evremond kon ontmoeten. Datzelfde jaar ging de opera Vénus et Adonis van Henry Desmarest in première, waarvoor Rousseau het libretto had geschreven.
In april 1699 keerde Rousseau terug naar Frankrijk. Kort na zijn terugkeer werd de directeur van Financiën, Hilaire Rouillé du Coudray, zijn beschermheer. Op instigatie van deze liefhebber van de Italiaanse muziek begon Rousseau als eerste Franse cantates te schrijven. Ze werden op muziek gezet door componisten als Jean-Baptiste Morin en Nicolas Bernier. In 1701 werd hij gekozen tot lid van de Académie des inscriptions et belles-lettres. In 1708 bood Rouillé Rousseau een baan aan als directeur van belastingen, maar de dichter weigerde om zijn onafhankelijkheid als literator te behouden.
Na drie komedieën en twee opera's moest Rousseau vaststellen dat zijn toneelwerk niet aansloeg. Slechts Le Flatteur had een begin van succes gekend. De auteur schreef deze tegenslagen toe aan vijandige kliekjes. Hij raakte overtuigd dat de schuldigen enkele vaste gasten waren van het café van de weduwe Laurent bij het Théâtre-français, waar hij zelf over de vloer kwam. Rousseau nam wraak door middel van bijtende verzen, die men onder de tafels van het café begon te vinden. Men meende zijn hand makkelijk te herkennen en de weduwe Laurent wees hem de deur. Daarna begonnen de epigrammen per post toe te komen uit Versailles, waar Rousseau woonde. De politie werd verwittigd en de zendingen stopten.
Nieuwe ergernis was er voor Rousseau in 1710, toen hij met zijn kandidatuur voor de Franse Academie de duimen moest leggen voor Houdar de la Motte. De satirische verzen begonnen opnieuw en beledigden niet meer alleen zijn tegenstanders, maar ook hooggeplaatsten en de religie zelf. Rousseau werd er in het Palais-Royal op aangesproken door La Faye, een kapitein van de wacht en dichter aan wie de verzen waren toegeschreven. Hij diende een klacht in tegen La Faye, maar deze reageerde met een klacht wegens smaad. Daarop trok Rousseau zijn klacht in en beschuldigde hij Saurin. Deze werd gearresteerd maar kon aantonen dat de getuigen tegen hem waren omgekocht. Het Parlement van Parijs beval op 27 maart 1711 zijn vrijlating en veroordeelde Rousseau tot 4000 pond schadevergoeding. Een tweede arrest strafte hem op 7 april 1712 met eeuwige verbanning voor het maken en verspreiden van onreine, satirische en lasterlijke verzen. Of hij ook werkelijk de auteur ervan was, is nooit volledig opgehelderd.
Vooruitlopend op het oordeel van het Parlement, had Rousseau het land verlaten en was hij naar de Franse ambassadeur in de Zwitserse stad Solothurn gegaan. Daar publiceerde hij in 1712 een eerste collectie van zijn werk, erover wakend geen aanstootgevende gedichten op te nemen. De ambassadeur nam hem mee naar het congres van Baden, waar hij werd voorgesteld aan de befaamde veldheer Eugenius van Savoye, bij wie hij vervolgens drie jaar in Wenen doorbracht. Daarna verhuisde hij naar de hertog van Arenberg in Brussel. De baron van Breteuil bezorgde hem er in 1717 gratiebrieven, maar Rousseau wilde er geen gebruik van maken en eiste dat het proces zou worden overgedaan.
In 1722 werd Rousseau in Brussel opgezocht door de jonge Voltaire. Hun gesprek, tijdens een koetsrit in het gezelschap van Marie-Marguerite d'Alègre, liep volledig fout. Nadat Rousseau had voorgelezen uit zijn Ode aan het nageslacht, reageerde Voltaire frank dat het beneden Rousseaus niveau was. Hij bood revanche aan door voor te dragen uit zijn eigen Le pour et le contre, maar Rousseau deed hem stoppen omdat hij het te blasfemisch vond. Hij was op religieus-literair vlak dicht bij de jezuïeten komen te staan. Toen Rousseau repliceerde dat hij het jammer vond dat de auteur van de Moisade een devoot was geworden, was het resultaat een diepe en blijvende vijandschap.
In 1737 vroeg Rousseau toestemming om naar Frankrijk terug te keren. Op uitnodiging van enkele beschermheren kwam hij eind 1738 incognito naar Parijs onder de naam Richer. Hij verborg zijn rancune niet en moest onverrichter zake weer weggaan. In februari 1739 vertrok hij naar Brussel, waar hij twee jaar later berooid stierf (bij de graaf van Lannoy (en:Eugène-Hyacinthe de Lannoy, 5th Count of la Motterie), en niet in zijn huis in de Bergstraat). Hij werd begraven in de verdwenen kloosterkerk van de ongeschoeide karmelieten. Zijn resten zijn in 1842 overgebracht naar de Zavelkerk, waar een epitaaf aan hem herinnert. Zijn vriend Alexis Piron maakte voor hem een grafschrift:
Ci-gît l'illustre et malheureux Rousseau:
Le Brabant fut sa tombe, et Paris son berceau.
Voici l'abrégé de sa vie
Qui fut trop longue de moitié:
Il fut trente ans digne d'envie
Et trente ans digne de pitié
Vertaling: Hier rust de beruchte en ongelukkige Rousseau / Brabant was zijn graf en Parijs zijn wieg. / In kort was dit zijn leven / Dat de helft te lang was: / Dertig jaar waard te benijden / En dertig jaar waard je medelijden.

## Waardering
Zijn tijdgenoten beschouwden Rousseau als "de prins van onze lyrische dichters". Bij zijn dood wijdde Lefranc de Pompignan een prachtige ode aan hem. In de 19e eeuw zakte de waardering van zijn werk weg. Sainte-Beuve sprak alleen over zijn epigrammen lovend. Hij schreef het talent van Rousseau in dit genre toe aan diens "boosaardigheid, die de tweede helft van zijn leven vergalde".

## Publicaties (selectie)
- Le Café, komedie in een bedrijf, in proza (1694)
- Jason, opera in vijf bedrijven, in verzen (1696)
- Le Flatteur, komedie in vijf bedrijven, in proza (1698)
- Vénus et Adonis, opera in vijf bedrijven, in verzen (1697)
- Le Capricieux, komedie in vijf bedrijven, in verzen (1700)
- La Noce de village, maskerade (1700)
- La Ceinture magique, komedie in een bedrijf, in proza (1701)
- Œuvres (1712)
- Œuvres, 2 dln. (1723)
- L'Hypocondre, een niet-opgevoerde komedie
- La Dupe de lui-même, een niet-opgevoerde komedie
- La Mandragore, een niet-opgevoerde komedie
- Les Aïeux chimériques, een niet-opgevoerde komedie
- Lettres sur différents sujets de littérature (1750)

## Voetnoten
1. ↑  Petits poètes français, ed. Prosper Poitevin, vol. I, Paris, Auguste Desrez, 1838, p. 157